# Jaroslav Žák

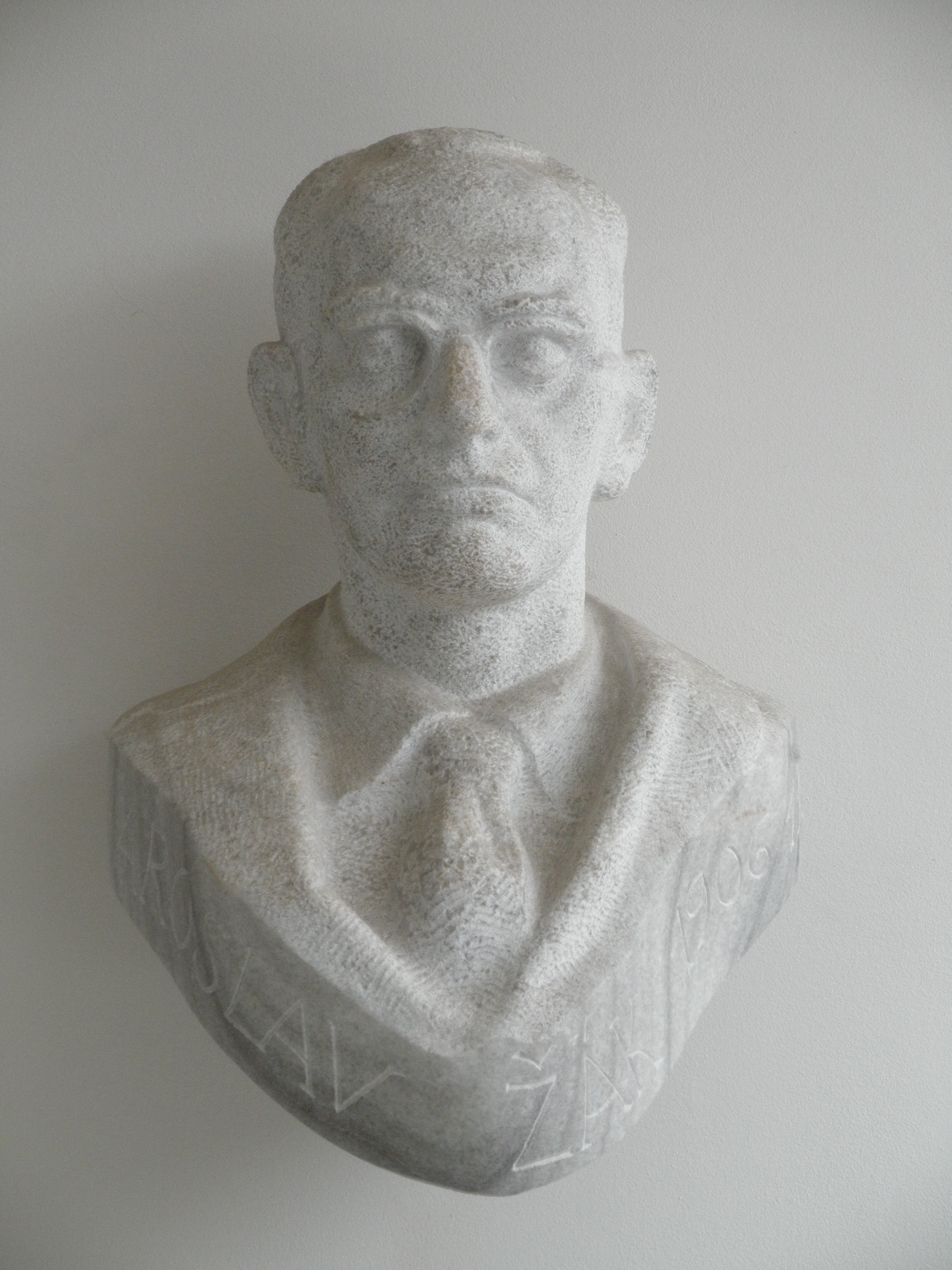
Jaroslav Žák

Jaroslav Žák (* 28. November 1906 in Prag; † 29. August 1960 ebenda) war ein tschechischer Lehrer, Schriftsteller und Drehbuchautor.
Nach dem Abitur 1925 studierte er Romanistik und klassische Philologie an der Prager Karls-Universität. Während er an verschiedenen Orten in Tschechien und der Slowakei im Schuldienst arbeitete, begann er in den 1930er Jahren, zusammen mit seinem Freund Vlastimil Rada als Illustrator, Bücher zu verfassen, deren erfolgreichstes 1937 unter dem Titel „Študáci a kantoři“ (etwa: „Pennäler und Pauker“) erschien und eine humoristische Schilderung des Schulalltages darstellte. Das Buch erschien auch in einer deutschen Ausgabe, die, obwohl von den Nationalsozialisten auf die „Liste unerwünschter Bücher“ gesetzt, weiter verkauft wurde und sich großer Beliebtheit erfreute.
Die Machtübernahme in der Tschechoslowakei durch die Kommunisten 1948 verarbeitete er in drei Romanen, woraufhin er aus dem Schriftstellerverband ausgeschlossen und mit einem Publikationsverbot belegt wurde.

## Werke (Auszug)
- Študáci a kantoři, 1937,
  - dt.: Der Klassenkampf : Einiges über d. Wesen d. Schulmenschen [Deutsche Übersetzung. v. Julius Mader.], Zeichnungen v. Gerhard Brinkmann, Berlin : Stephenson, 1941,
  - dt. auch als: Pennäler contra Pauker : Strategie, Tricks u. Abwehr. [Aus dem Tschechischen von Julius Mader.] Illustrationen. von G. Bri (= Gerhard Brinkmann), 3. Aufl., Rosenheim: Rosenheimer Verlagshaus, 1969
- Kámen mudrců, 1946,
  - dt.: Der verkohlte Pythagoras [Übersetzung. aus dem Tschechischen: Herta Soswinski.], Rosenheim: Rosenheimer Verlagshaus, 1971
- Konec starých časů (Das Ende der alten Zeiten), 1948
- Na úsvitě nové doby (Beim Anbruch der neuen Zeit), 1948
- Ve stínu kaktusu (Im Schatten des Kaktus), 1948